# Джефф Кортналл
Джеффрі Лоутон Кортналл (англ. Geoffrey Lawton Courtnall; народився 18 серпня 1962 у м. Вікторії, Британська Колумбія, Канада) — канадський хокеїст, лівий нападник. 
Виступав за «Вікторія Кугарс» (ЗХЛ), «Герші Берс» (АХЛ), «Бостон Брюїнс», «Монктон Голден-Флеймс» (АХЛ), «Едмонтон Ойлерс», «Вашингтон Кепіталс», «Сент-Луїс Блюз», «Ванкувер Канакс».
У складі національної збірної Канади учасник чемпіонату світу 1991.
Досягнення
- Володар Кубка Стенлі (1988)
- Срібний призер чемпіонату світу (1991).